# الخاندرو فرزوتی
الخاندرو فرزوتی (انگلیسی: Alejandro Frezzotti؛ زادهٔ ۱۵ فوریهٔ ۱۹۸۴) بازیکن فوتبال اهل آرژانتین است.
از باشگاه‌هایی که در آن بازی کرده‌است می‌توان به باشگاه ورزشی بارسلونا، باشگاه فوتبال گودوی کروز، باشگاه فوتبال دینامو تیرانا، باشگاه فوتبال لانوس، باشگاه فوتبال اسپورتینگ کریستال، و باشگاه فوتبال جیمناسیا لاپلاتا اشاره کرد.